# سوسن سفید
سوسن سفید (نام علمی: Lilium candidum) سوسن مدونا نام یکی از گونه‌های سردهٔ سوسن است.
لیلیوم کاندیدوم گل ملی کشور واتیکان است.

## مکان رویش
این گیاه به‌طور بومی تنها دارای دو رویشگاه است که عبارت‌اند از:
۱. روستای داماش عمارلو در استان گیلان
۲.لنکران در جمهوری آذربایجان
البته مدتی بعد در کلاردشت مازندران و خانقاه اردبیل نیز گزارش شده است.

## اهمیت گیاه
این گیاه در اقتصاد و مراسم‌های دینی نقش پررنگی دارد.

### نقش اقتصادی
سوسن‌ها از جمله گیاهان گلدار است که به خاطر داشتن گل‌های بزرگ و جذاب از نظر اقتصادی اهمیت دارند و یکی از شش جنس عمده گل‌های پیازی هستند که در جهان تولید می‌شوند و چهارمین گل پیازی پس از لاله، گلایول و نرگس است. هر ساله تعداد زیادی از ارقام و دورگهدورگ‌ه‌های مختلف آن توسط اصلاح‌گران نژاد (بخوانید: یوژنیک) گیاهی تولید می‌گردد. تولید جهانی گل سوسن در۱۰ کشور متمرکز شده است که کشورهای مهم به ترتیب عبارت‌اند از :هلند با ۴۲۸۰ هکتار (۷۷ درصد)، فرانسه با ۴۰۱ هکتار (۸/۰ درصد)، شیلی با ۲۰۵ هکتار (۴/۰ درصد)، ایالات متحده با ۲۰۰ هکتار (۴/۰ درصد)، ژاپن با ۱۸۹ هکتار (۳/۰ درصد) و نیوزلند با ۱۱۰ هکتار (۲/۰ درصد).

#### نقش دینی و مذهبی
این سوسن‌ها در مراسم دینی زرتشتیان از سالیان دور در جشن خردادگان استفاده می‌شده‌اند و امروزه نیز این مراسم پابرجا هستند به گونه‌ای که از این گیاه به عنوان خردادگان یاد می‌شود که با زمان گل‌دهی این گیاه متناسب است. در کتاب بندهش از گل سوسن به عنوان گل ویژه امشاسپندان بانو «خُرداد» نام برده شده است: «... این را نیز گوید که هر گلی از آنِ امشاسپندی است؛ و باشد که گوید: … سوسن خرداد را، ..» که بر این بنیان بهترین نماد برای جشن خردادگان گل سوسن است. معروف‌ترین نمونه‌های گل سوسن نزد ایرانیان سوسن سپید Lilium candidum یا سوسن آزاد است که به نام سوسن ده زبان یا سوسن گل دراز نیز شناخته می‌شود، همچنین یکی دیگر از گونه‌های نادر گل سوسن که بومی برخی مناطق شمالی ایران است، سوسن چلچراغ Lilium lederbourii نام گرفته است. در متن پهلوی «خسرو قبادان و ریدکی» بوی گل سوسن سپید، چون «بوی دوستی» توصیف شده است.
با توجه به برخی مراجع دو نسل Lilium candidum و Lilium lederbouri را یکسان می‌دانیم.

## نگارخانه
|  |  |  |  |